# I-4 (підводний човен)
I-4 — підводний човен Імперського флоту Японії, який брав участь у Другій світовій війні.

## Передвоєнна історія
Корабель, який належав до типу J1 (він же клас I-1), спорудили у 1929 році на верфі Kawasaki у Кобе.
21—23 серпня 1937-го, невдовзі після початку Другої японо-китайської війни, I-4 брав участь у дистанційному прикритті загону лінкорів, які здійснили рейс з військами з Японії до Шанхаю (у певній зоні цього міста після конфлікту 1932 року, відомого як «Інцидент 28 січня», перебував японський гарнізон, який значно поступався за чисельністю спрямованим сюди китайським військам).

## Перший похід
На момент вступу Японії у Другу світову війну I-4 належав до 8-ї дивізії підводних човнів. 16 листопада 1941-го човен полишив Японію і 7 грудня перебував у районі на північний схід від острова Оаху із завданням діяти проти кораблів, що спробують полишити Перл-Гарбор. У день початку бойових дій I-4 не вдалось досягнути успіху, але 14 грудня човен перестрів норвезьке вантажне судно Huegh Merchant (4858 GRT) і послідовно випустив по ньому 2 торпеди. Обидві влучили в ціль і за півтори години транспорт затонув.
9 січня 1942-го I-4 взяв участь у безрезультатному полюванні на авіаносець USS Lexington, а 22 січня завершив похід на Маршаллових островах на атолі Кваджелейн (до середини 1942-го активно використовувався як база підводних сил Імперського флоту). 24 січня — 2 лютого човен пройшов звідси до Японії.

## Другий похід
11 лютого 1942-го I-4 вирушив до Нідерландської Ост-Індії та 22 лютого прибув до затоки Старінг-Бей (південно-східний півострів острова Целебес). Наступної доби він вийшов звідси із завданням патрулювати в районі на південь від острова Ява. 28 лютого I-4 обстріляв з артилерії, а потім добив торпедою якийсь пароплав. Існує суперечлива версія, що це був зареєстрований у Сінгапурі Ban Ho Guan (1693 GRT) і що відсутність вцілілих з цього судна пояснюється вчиненою японцями розправою (після війни офіцера, який на початку війни був командиром I-4, засудили за кілька епізодів військових злочинів, вчинених щодо команд торгових суден).
3 березня 1942-го I-4 обстріляв Кокосові острови, а 8 березня прибув до Пенангу на західному узбережжі півострова Малакка (тут японці облаштували базу підводних сил, з якої провадитимуть операції наступні кілька років). 28 березня човен вийшов у море із завданням провести розвідку району між Індією та Мальдівськими островами. 6 квітня I-4 зміг поцілити двома торпедами й потопити пароплав Washingtonian (6617 GRT), який прямував з Суецу до Коломбо. 10 квітня в районі Коломбо I-4 випустив зі своєї палубної гармати 14 снарядів по якомусь мальдівському суденцю та, за доповіддю командира підводного човна, пошкодив його. 15 квітня I-4 завершив поход у Сінгапурі, а 21 квітня — 1 травня 1942-го здійснив перехід до Йокосуки.

## Третій похід
11 червня 1942-го I-4 вийшов з Йокосуки та рушив для бойового патрулювання в районі Алеутських островів (за кілька діб до того японці захопили два острови на заході цього архіпелагу). Тут корабель провів близько місяця та не досягнув якихось успіхів, після чого 20 липня — 1 серпня здійснив зворотний перехід до Йокосуки, де став на короткочасний ремонт.

## Четвертий похід
8—15 вересня 1942-го I-4 перейшов з Йокосуки на атол Трук у центральній частині Каролінських островів (тут ще до війни створили головну базу японського ВМФ у Океанії), а 19 вересня вирушив для бойового патрулювання в районі на південь від острова Сан-Крістобаль. На той час у регіоні вже більш як місяць тривала важка битва за Гуадалканал і японське командування тримало значні сили підводного флоту на підступах до східних Соломонових островів. Незадовго до завершення 29 вересня з I-4 помітили військовий транспорт USS Alhena, який прямував у супроводі есмінця з Гуадалканала на Еспіриту-Санто (острів у архіпелазі Нові Гебриди, де дислокувалася головна передова база союзних сил, що вели битву на Соломонових островах). Японський човен занурився, наблизився до цілі та випустив дві торпеди, одна з яких уразила USS Alhena в кормову частину (друга також влучила у транспорт, але не здетонувала). USS Alhena втратив хід, але не затонув і 7 жовтня це судно змогли привести на буксирі на Еспіриту-Санто (після проходження ремонту транспорт продовжив службу).
10 жовтня 1942-го I-4 перенаправили для дій районі Еспіриту-Санто. 14 жовтня човен спробував обстріляти розташований на цьому острові аеродром союзників, але не зміг локалізувати ціль. 25 жовтня, напередодні великої битви біля островів Санта-Круз, I-4 виявив лінкор у супроводі есмінців, проте швидко втратив контакт із цим загоном. 3 листопада човен повернувся на Трук.

## Транспортні рейси
На Труці I-4 надали можливість нести на палубі плашкоут Дайхацу, який був загерметизований та дозволяв пришвидшити вантажно-розвантажувальні роботи під час транспортних місій (на той час японці стикалися з дедалі більшими складнощами в постачанні передових гарнізонів, тому були змушені активно залучати до цих операцій підводні човни). 20—23 листопада 1942-го I-4 пройшов до Рабаула (головна японська база в архіпелазі Бісмарка, з якої проводились операції на Соломонових островах та сході Нової Гвінеї), звідки 25—26 листопада перейшов на Шортленд (прикрита групою невеликих островів Шортленд акваторія біля південного завершення острова Бугенвіль, де зазвичай відстоювались бойові кораблі та перевалювались вантажі для подальшого переправлення їх на схід Соломонових островів). 28 листопада — 3 грудня та 5—10 грудня човен здійснив два транспортні рейси до Гуадалканалу, під час кожного з яких успішно доправив до затоки Камімбо по 20 тонн продовольства та медикаментів.
12—14 грудня 1942-го I-4 пройшов з Шортленду до Рабаула, а 16 грудня вирушив звідси у транспортний рейс до новогвінейської Буни на східному узбережжі півострова Папуа (в середині листопада союзники розпочали наступ і на цей район). Незадовго до завершення 18 грудня човен прибув до місця призначення в район устя річки Мамбаре, де був атакований двома торпедними човнами. Хоча обидві випущені торпеди й пройшли повз I-4 і через кілька годин човен знову повернувся до узбережжя, проте не зміг встановити контакт із наземними військами. Як наслідок, командир субмарини вирішив повернутись у Рабаул. Вранці 21 грудня у протоці Сент-Джордж (веде до Рабаула між островами Нова Ірландія та Нова Британія) американський підводний човен «Сідрагон», який отримав попередження про наближення ворожого корабля, виявив I-4 і після зближення випустив по ній 3 торпеди з дистанції менш ніж кілометр. Одна з торпед пройшла повз ціль, друга вибухнула передчасно, а третя, попри спробу I-4 ухилитися, влучила в японський корабель та потопила його. Загинули всі 90 осіб, що перебували на борту.

## Бойовий рахунок
| Дата       | Назва               | Тип      | Тоннаж        | Місце                          |
| 14.12.1941 | Huegh Merchant      | вантажне | 4858          | на північний схід від Оаху     |
| 28.02.1942 | можливо Ban Ho Guan | вантажне | можливо, 1693 | південніше від Яви             |
| 06.04.1942 | Washingtonian       |          | 6617          | в районі Мальдивських островів |